# Miechy
Miechy (niem. Mniechen, Miechen, od 16.07.1938 r. Münchenfelde) – wieś w Polsce położona w województwie warmińsko-mazurskim, w powiecie giżyckim, w gminie Miłki. W latach 1975–1998 miejscowość administracyjnie należała do województwa suwalskiego.
Pierwsze wzmianki o wsi pochodzą z 1507 roku, gdy Miechy ujęto w krzyżackim spisie rachunkowym. W 1508 roku, Jakub z Kurzątek nabył wraz z osadą, 15 łanów na prawie magdeburskim (ok. 268 ha) od burgrabiego Jerzego Wolfa i zobowiązał się do służby rycerskiej. 
W 1900 roku, wieś liczyła 103 mieszkańców, w 1933 – 92, a w 1939 – 93.
W okolicy znajdują się liczne bunkry, pochodzące z lat 30., pozostałość po Giżyckim Rejonie Umocnionym. Na zachód od wsi zachował się rów przeciwpancerny, zbudowany latem 1944 roku, w ramach akcji rozbudowy i umocnienia istniejących fortyfikacji.